# Чепика (Чили)
Чепика (исп. Chépica) — посёлок в Чили. Административный центр одноимённой коммуны. Население — 4607 человек (2002). Посёлок и коммуна входит в состав провинции Кольчагуа и области Либертадор-Хенераль-Бернардо-О’Хиггинс.
Территория — 503 км². Численность населения — 15 037 жителя (2017). Плотность населения — 29,9 чел./км².

## Расположение
Посёлок расположен в 81 км на юго-запад от административного центра области города Ранкагуа и в 32 км на юго-запад от административного центра провинции  города Сан-Фернандо.
Коммуна граничит:
- на северо-востоке — c коммуной Нанкагуа
- на востоке — с коммуной Чимбаронго
- на юго-востоке — c коммуной Тено
- на юге — c коммуной Рауко
- на юго-западе — c коммуной Уаланье
- на западе — c коммуной Лололь
- на северо-западе — c коммуной Санта-Крус

## Демография
Согласно сведениям, собранным в ходе переписи 2017 г  Национальным институтом статистики (INE),  население коммуны составляет:
| Полное население                          | Полное население                          | Полное население                          | Полное население                          | Полное население                          | 15 037 |
| ----------------------------------------- | ----------------------------------------- | ----------------------------------------- | ----------------------------------------- | ----------------------------------------- | ------ |
| в том числе:                              | Городское население                       | 8 646                                     | Процент городского населения, %           | 57,50                                     |        |
|                                           | Сельское население                        | 6 391                                     | Процент сельского населения, %            | 42,50                                     |        |
|                                           | Мужское население                         | 7 577                                     | Процент мужского населения, %             | 50,39                                     |        |
|                                           | Женское население                         | 7 460                                     | Процент женского населения, %             | 49,61                                     |        |
| Плотность населения, чел/км²              | Плотность населения, чел/км²              | Плотность населения, чел/км²              | Плотность населения, чел/км²              | Плотность населения, чел/км²              | 29,9   |
| Население коммуны в % к населению области | Население коммуны в % к населению области | Население коммуны в % к населению области | Население коммуны в % к населению области | Население коммуны в % к населению области | 1,64   |

| Динамика изменения населения коммуны | Динамика изменения населения коммуны | Динамика изменения населения коммуны | Динамика изменения населения коммуны |
| ------------------------------------ | ------------------------------------ | ------------------------------------ | ------------------------------------ |
| 1992                                 | 2002                                 | 2012                                 | 2017                                 |
| 14101                                | 13857▼                               | 15820▲                               | 15037▼                               |

## Важнейшие населенные пункты[4]
| №  | Населённый пункт     | Населённый пункт (исп.) | Категория | Население чел. (2002) | На карте                        |
| -- | -------------------- | ----------------------- | --------- | --------------------- | ------------------------------- |
| 1  | Чепика               | Chépica                 | город     | 4607                  | 34°43′38″ ю. ш. 71°16′39″ з. д. |
| 2  | Аукинко              | Auquinco                | поселок   | 2342                  | 34°45′22″ ю. ш. 71°11′28″ з. д. |
| 3  | Паредонес-де-Аукинко | Paredones de Auquinco   | поселок   | 634                   | 34°46′36″ ю. ш. 71°09′50″ з. д. |
| 4  | Лас-Араньяс          | Las Arañas              | поселок   | 560                   | 34°42′56″ ю. ш. 71°15′09″ з. д. |
| 5  | Ринконада-де-Менесес | Rinconada de Meneses    | поселок   | 455                   | 34°47′55″ ю. ш. 71°14′55″ з. д. |
| 6  | Ринконада-де-Наварро | Rinconada de Navarro    | поселок   | 408                   | 34°48′02″ ю. ш. 71°13′27″ з. д. |
| 7  | Ува-Бланка           | Uva Blanca              | поселок   | 336                   | 34°41′26″ ю. ш. 71°14′24″ з. д. |
| 8  | Ринконада-де-Хауреги | Rinconada de Jáuregui   | поселок   | 332                   | 34°46′24″ ю. ш. 71°16′21″ з. д. |
| 9  | Ла-Мина              | La Mina                 | поселок   | 323                   | 34°41′45″ ю. ш. 71°16′56″ з. д. |
| 10 | Лима                 | Lima                    | поселок   | 280                   | 34°42′57″ ю. ш. 71°19′05″ з. д. |
| 11 | Эль-Куадро           | El Cuadro               | поселок   | 270                   | 34°44′31″ ю. ш. 71°14′51″ з. д. |
| 12 | Лас-Аламедас         | Las Alamedas            | поселок   | 242                   | 34°46′41″ ю. ш. 71°17′51″ з. д. |
| 13 | Ла-Пальма            | La Palma                | поселок   | 158                   | 34°42′45″ ю. ш. 71°12′04″ з. д. |
| 14 | Эль-Кармен           | El Carmen               | поселок   | 122                   | 34°45′06″ ю. ш. 71°14′18″ з. д. |
| 15 | Сан-Антонио          | San Antonio             | поселок   | 118                   | 34°45′23″ ю. ш. 71°14′35″ з. д. |